# Општа изборна листа
Општа изборна листа (скр. ОИЛ) или страначко блок гласање (скр. СБГ) је изборни систем и врста блок гласања у којој се бирачи опредељују за странку, или тимска листа кандидата, а странка/тим са највећим бројем гласова постаје победник. Осим ако није посебно измењено, овај изборни систем (гласање у целини) резултира да победничка политичка странка добија 100% мандата. Ретко коришћено сада, општа изборна листа се обично примењује у више-победничким изборним јединицама, што теоретски омогућава регионално јаким странкама да освоје нека места, али најјача странка на националном нивоу и даље обично побеђује са убедљивом победом.
Овај систем се у великој мери сматра застарелим и недемократским због његових непропорционалних резултата, и углавном је замењен са пропорционалну репрезентацију (омогућујући пропорционалну репрезентацију свим странкама) или већинско гласање (омогућујући гласање за кандидате у једно-победничким изборним јединицама). Слично као већинско гласање и друге непропорцоналне методе засноване изборним јединицама веома је подложно на џеримандеринг и преокрет већине (када странка са већину гласова не добија већину мандата). Пример за преокрет већине јесте Изборни колегијум у САД, чији су чланови (углавном) изабрани помоћу општу изборну листу.
У модерним пропорционалним системима, потпуни или делимични повратак од стране пропорционалне репрезентације је чести. Делимични повратак се назива већински бонус или систем већинског џекпота, такви модерни системи додељују победнике међу више од странке са највише бирача, ако мањинска странка достигне низак изборни цензус, и често су у супротности да би се постигла правда према укупним гласовима за мање странке. Ово се користи у Француској и Италији за трећину, односно петину њихових регионалних саветника, углавном који онда опслужују регион у целини.

## Употреба
У Србији се општа изборна листа никад није користила, али јесте било коришћено од стране 7 савезних држава у САД пре 1967. али углавном пре 1847. У Француској се општа изборна листа исто користила од стварања Треће републике 1870. до Првог светског рата. Општа изборна листа се исто користи у Сингапуру за њихове више-победничке изборне јединице.

## Потпуно већински системи
Списак држава које користе само страначко блок гласање или страначко блок гласање (у више-победничким изборним јединицама) помешано са једно-победмички изборни системи у једно-победничким изборним јединицама:
| Држава                    | Законодавно тело  | Последњи избори (година) | (Мандати по изборној јединици)                                     | Изборни систем(и) | Изборни систем(и) | Укупан број мандата        | Изборне јединице | Систем владе            | Напомене |
| ------------------------- | ----------------- | ------------------------ | ------------------------------------------------------------------ | ----------------- | --- | -------------------------- | --- | ----------------------- | --- |
| Обала Слоноваче           | Народна скупштина | 2021.                    |                                                                    |                   | Већинско гласање (ВИСРВ) у једно-победничким изборним јединицама и страначко блок гласање (СБГ) у више-победничким изборним јединицама | 255                        | изборне јединице | Председнички систем     | |
| Египат                    | Представнички дом | 2020.                    | 1 (локалне изборне јединице), 42-100 (националне изборне јединице) |                   | Двокружни систем (ДКС) и страначко блок гласање (СБГ/Општа изборна јединица) | 59                         | изборне јединице | Полупредседнички систем | |
| Сингапур                  | Парламент         | 2020.                    |                                                                    |                   | Већинско гласање (ВИСРВ) и страначко блок гласање (СБГ) | 104 (93 директно изабрани) | |                         | |
| Сједињене Америчке Државе | Изборни колеџ     | 2020.                    | 1-54                                                               |                   | Бирачи Изборног колеџа (који имају прилику да бирају председника Сједињених Држава) бирају се општој изборној листи у 48 савезних држава. Небраска и Мејн користе општи метод бирања за по 2 електора у целој држави, док су остали електори изабрани на основу већег броја председничких гласова, по један по конгресном округу. | 538                        | државе и Вашингтон Дистрикт Колумбија (осим Мејна и Небраске, где конгресни округи такође раде као изборне јединице) | Председнички систем     | Аљаска је користила ВИСРВ на изборима 2020. године, преференцијално гласање ће бити прво коришћени на следећим (2024.) председничким изборима. |

## Мешани системи
Државе које користе страначко блок гласање (мешано са пропорционалну репрезентацију):
| Држава     | Законодавно тело         | Последњи избори (година) | (Мандати по изборној јединици)                                    | Изборни систем | Изборни систем | Укупно мандата | Проценат мандата која су бирана СБГ-у | Изборне јединице                            | Систем владе         | Напомене |
| ---------- | ------------------------ | ------------------------ | ----------------------------------------------------------------- | -------------- | --- | -------------- | ------------------------------------- | ------------------------------------------- | -------------------- | --- |
| Андора     | Генерални савет          | 2019.                    | 2 (локалне изборне јединице) / 14 (изборна јединица широм државе) |                | Паралелно гласање / суперпозиција: Страначко блок гласање (СБГ) локално + пропорционална репрезентација широм државе | 28             | 50%                                   | 7 парохије, 1 изборна јединица широм државе | Парламентарни систем | |
| Камерун    | Народна скупштина        | 2020.                    | 1-7                                                               |                | Коегзистенција+кондиционални супермешани/хибрид: Већинско гласање (ВИСРВ) у једно-победничким изборним јединицама, странка са више од 50% гласова осваја све мандате у више-победничким изборним јединицама (страначко блок гласање), иначе највиша странка добија половину мандата, остатак дистрибуира метода највећег остатка (Херова метода) | 180            | (50%/100%)                            | изборне јединице                            |                      | |
| Чад        | Народна скупштина        | 2011.                    |                                                                   |                | Коегзистенција+кондиционални супермешани/хибрид: Већинско гласање (ВИСРВ) странка са више од 50% гласова осваја све мандате у више-победничким изборним јединицама (страначко блок гласање), иначе пропорционална репрезентација (највећи остатак, затворена листа)                                                                              | 188            | (50%/100%)                            | изборне јединице                            |                      | |
| Џибути     | Народна скупштина        | 2018.                    | 3-28                                                              |                | Фузија / већински џекпот (ВЏП): 80% мандата (заокружено на најближи цео број) у свакој изборној јединици су додељена странки која има највише гласова (страначко блок гласање), остали мандати су пропорционално додељени осталим странкама која имају више од 10% гласова (затворена листа, Д’Онтова метода)                                    | 65             | 80%                                   | регије                                      | Председнички систем  | |
| Грчка      | Грчки парламент          | 2024.                    |                                                                   |                | Већински бонус систем (ВБС) | 300            | 16.67%                                |                                             | Парламентарни систем | |
| Сан Марино | Велики и генерални савет | 2019.                    |                                                                   |                | Већински бонус систем (ВБС) |                |                                       |                                             |                      | Ако ниједна странка не добије већину, или две највеће странке не буду у стању да формирају коалициону владу у року од тридесет дана од избора, биће одржан други круг избора између две најпопуларније коалиције, а победник ће добити бонус за место како би им се доделила већина. |

## Француска
Гласање за листе (фр. scrutin de liste) је пре Првог светског рата био изборни систем коришћен за парламента у Француској. Бирачи би гласали за страначку листу кандидата њиховог департмента. Било је разликовано од гласање за арондисмента (фр. scrutin d'arrondissement), исто звано једнопобедничко гласање (фр. scrutin uninominal), у којима би бирачи гласали за само једног мандата из њиховог арондисмента. Укинут је што се тиче француског парламента.
Било је коришћено са двокружне основе да бира 1⁄3 регионалних мандата, и фаворизује највећу странку на изборима тог савета.

## Италија
У Италији, овај изборни систем је коришћен за 1⁄5 регионалних мандата од 1995. Као у француску верзију, циљ је да обезбеди да скупштину контролише водећа странка или коалиција. Постоји један круг гласања.

## Сингапур
У Сингапуру, изборни систем опште изборне листе, звани party block vote, је коришћен за бирање чланова из више-победничке изборне јединице сингапурског парламента која се зове изборна јединица групне репрезентације (енгл. group representation constituency), на основу већинског изборног система. Ово функционише паралелно са изборима из једно-победничке изборне јединице и номинације.  Модерира се укључивањем најмање једне особе различите расе од осталих у било који „тим“ (који није нужно страначким тим) који бирају гласачи.

## Сједињене Америчке Државе
За једностраначки повратак у целини (енгл. for an at-large one-party return), многе савезне државе су усвојиле општу изборну листу.  Савезна држава је гласале за и слала је делегацију у целини у Представничком дому.
Општа изборна листа користи Изборни колеџ за председнички избори, осим ИК чланови из Мејна, Небраске и Аљаске (од 2024.), где већину чланова ЕК бира Већинско гласање у изборним јединицама.
У општу изборну листу, гласови за кандидате било које странке која није победила не добијају никакву заступљеност од стране изабраних чланова у тој савезној држави.
Што се тиче праксе папира, коришћени системи су варирали између издања:
- један гласачки листић, са све кандидате и њихове страначке припадности
- другачији гласачки листић за сваког мандата

Ово је било прилично уобичајено све док није резервисано за специјалну употребу од стране Закона о расподели из 1842. и локалног законодавства које је ступило на снагу након 1845.–47. конгреса. До 1967. ступио је на снагу у ретким случајевима, осим у два случаја бивших конфедеративних држава – за један мандат – ове су имале мале делегације, биле су за додељивање додатних чланова до промене изборне јединице или су додани у САД од последњег пописа.
Следи табела сваког случаја коришћења опште изборне листе у Конгресу Сједињених Држава.
| Конгрес    | Датуми    | Савезна држава и број представника                                                                   |
| ---------- | --------- | --- |
| 1.         | 1789–1791 | Конектикат (5), Њу Џерзи (4), Њу Хемпшир (3), Пенсилванија (8)                                       |
| 2.         | 1791–1793 | Конектикат (5), Њу Џерзи (4), Њу Хемпшир (3)                                                         |
| 3.         | 1793–1795 | Конектикат (7), Џорџија (2), Њу Џерзи (5), Њу Хемпшир (4), Пенсилванија (13), Роуд Ајланд (2)        |
| 4. и 5.    | 1795–1799 | Конектикат (7), Џорџија (2), Њу Џерзи (5), Њу Хемпшир (4), Роуд Ајланд (2)                           |
| 6.         | 1799–1801 | Конектикат (7), Џорџија (2), Њу Хемпшир (4), Роуд Ајланд (2)                                         |
| 7.         | 1801–1803 | Конектикат (7), Џорџија (2), Њу Џерзи (5), Њу Хемпшир (4), Роуд Ајланд (2)                           |
| 8.         | 1803–1805 | Конектикат (7), Џорџија (4), Њу Џерзи (6), Њу Хемпшир (5), Роуд Ајланд (2), Тенеси (3)               |
| 9. до 12.  | 1805–1813 | Конектикат (7), Џорџија (4), Њу Џерзи (6), Њу Хемпшир (5), Роуд Ајланд (2)                           |
| 13.        | 1813–1815 | Конектикат (7), Делавер (2), Џорџија (6), Њу Хемпшир (6), Роуд Ајланд (2), Вермонт (6)               |
| 14. до 16. | 1815–1821 | Конектикат (7), Делавер (2), Џорџија (6), Њу Џерзи (6), Њу Хемпшир (6), Роуд Ајланд (2), Вермонт (6) |
| 17.        | 1821–1823 | Конектикат (7), Делавер (2), Џорџија (6), Њу Џерзи (6), Њу Хемпшир (6), Роуд Ајланд (2)              |
| 18.        | 1823–1825 | Конектикат (6), Џорџија (7), Њу Џерзи (6), Њу Хемпшир (6), Роуд Ајланд (2), Вермонт (5)              |
| 19.        | 1825–1827 | Конектикат (6), Џорџија (7), Њу Џерзи (6), Њу Хемпшир (6), Роуд Ајланд (2)                           |
| 20.        | 1827–1829 | Конектикат (6), Њу Џерзи (6), Њу Хемпшир (6), Роуд Ајланд (2)                                        |
| 21. и 22.  | 1829–1833 | Конектикат (6), Џорџија (7), Њу Џерзи (6), Њу Хемпшир (6), Роуд Ајланд (2)                           |
| 23. и 24.  | 1833–1837 | Конектикат (6), Џорџија (9), Мисури (2), Мисисипи (2), Њу Џерзи (6), Њу Хемпшир (5), Роуд Ајланд (2) |
| 25. и 26.  | 1837–1841 | Њу Хемпшир (5), Џорџија (9), Мисури (2), Мисисипи (2), Њу Џерзи (6), Роуд Ајланд (2)                 |
| 27.        | 1841–1843 | Алабама (5), Џорџија (9), Мисури (2), Мисисипи (2), Њу Хемпшир (5), Њу Џерзи (6), Роуд Ајланд (2)    |
| 28.        | 1843–1845 | Њу Хемпшир (4), Џорџија (8), Мисури (5), Мисисипи (4)                                                |
| 29.        | 1845–1847 | Ајова (2), Њу Хемпшир (4), Мисури (5), Мисисипи (4)                                                  |
| 30.        | 1847–1849 | Висконсин (2)                                                                                        |
| 31. до 34. | 1849–1857 | Калифорнија (2)                                                                                      |
| 35. до 37. | 1857–1863 | Калифорнија (2), Минесота (2)                                                                        |
| 38. до 42. | 1863–1873 | Калифорнија (3)                                                                                      |
| 43. до 47. | 1873–1883 | Флорида (2), Канзас (3)                                                                              |
| 48.        | 1883–1885 | Мејн (4)                                                                                             |
| 51. и 52.  | 1889–1893 | Јужна Дакота (2)                                                                                     |
| 53. до 57. | 1893–1903 | Јужна Дакота (2), Вашингтон (2)                                                                      |
| 58. до 60. | 1903–1909 | Северна Дакота (2), Јужна Дакота (2), Вашингтон (3)                                                  |
| 61.        | 1909–1911 | Северна Дакота (2), Јужна Дакота (2)                                                                 |
| 62.        | 1911–1913 | Северна Дакота (2), Њу Мексико (2), Јужна Дакота (2)                                                 |
| 63.        | 1913–1915 | Ајдахо (2), Монтана (2), Јута (2)                                                                    |
| 64.        | 1915–1917 | Ајдахо (2), Монтана (2)                                                                              |
| 65. до 72. | 1917–1933 | Ајдахо (2), Монтана (2)                                                                              |
| 73.        | 1933–1935 | Кентаки (9), Минесота (9), Мисури (13), Северна Дакота (2), Вирџинија (9)                            |
| 74. до 77. | 1935–1943 | Северна Дакота (2)                                                                                   |
| 78. до 80. | 1943–1949 | Аризона (2), Њу Мексико (2), Северна Дакота (2)                                                      |
| 81. до 87. | 1949–1963 | Њу Мексико (2), Северна Дакота (2)                                                                   |
| 88.        | 1963–1965 | Алабама (8), Хаваји (2), Њу Мексико (2)                                                              |
| 89. и 90.  | 1965–1969 | Хаваји (2), Њу Мексико (2)                                                                           |
| 91.        | 1969–1971 | Хаваји (2)                                                                                           |